# Bistrica (Leposavić)
Pour les articles homonymes, voir Bistrica.
Bistrica en serbe latin et Bistricë en albanais (en serbe cyrillique : Бистрица) est une localité du Kosovo située dans la commune/municipalité de Leposavić/Leposaviq, district de Mitrovicë/Kosovska Mitrovica. Selon des estimations de 2009 comptabilisées pour le recensement kosovar de 2011, elle compte 122 habitants, dont une majorité de Serbes.

## Géographie
Bistrica/Bistricë est situé à 24 km au nord de Leposavić/Leposaviq, sur les bords de la Bistrička reka.

## Histoire
Le village est mentionné pour la première en 1315, dans une charte du roi serbe Stefan Milutin.

## Démographie

### Évolution historique de la population dans la localité
| 1948 | 1953 | 1961 | 1971 | 1981 | 1991 | 2009 |
| ---- | ---- | ---- | ---- | ---- | ---- | ---- |
| 122  | 116  | 212  | 242  | 65   | 50   | 122  |

|  |